# فرد أتكينسون
فرد أتكينسون (بالإنجليزية: Fred Atkinson)‏ (24 أغسطس 1919 في المملكة المتحدة - 1991) هو لاعب كرة قدم بريطاني (وحمل سابقاً جنسية المملكة المتحدة لبريطانيا العظمى وأيرلندا) في مركز نصف الجناح. لعب مع نادي غيتزهد.

## وصلات خارجية
- فرد أتكينسون على موقع قاعدة بيانات كرة القدم.إي يو (الإنجليزية)